# كيم تاي ري
كيم تاي ري هي ممثلة كورية جنوبية ولدت في 24 أبريل 1990.درست صحافة وإتصالات في جامعة كيونغ هي من 2008 حتى 2012.

## النشأة
ولدت كيم في 24 أبريل 1990 في سيول. بعد تخرجها من مدرسة يونغشين الثانوية، درست الصحافة والاعلام في جامعة كيونغ هي من 2008 إلى 2012. رغبت كيم أن تصبح ممثلة في سنتها الثانية في الكلية بعد انضمامها إلى نادٍ مسرحي بالكلية.

## فيلموغرافيا

### مسلسلات تلفزيونية
| عام  | عنوان                    | العنوان الاصلي    | قناة البث | الدور       | ملاحظة                 | Ref.  |
| ---- | ------------------------ | ----------------- | --------- | ----------- | ---------------------- | ----- |
| 2016 | الحاشية                  | 안투라지          | تي في ان  | نفسها       | دور الكانيو (الحلقة 1) | [ 5 ] |
| 2018 | السيد المشرق             | 미스터 션샤인     | تي في ان  | جو اي شين   |                        | [ 6 ] |
| 2022 | خمسة وعشرون وواحد وعشرون | 스물다섯 스물하나 | تي في ان  | نا هي دوو   |                        | [ 7 ] |
| 2023 | روح شريرة                | 악귀              | اس بي اس  | جو سان يونغ |                        | [ 8 ] |
| 2024 | جيونغ-نيون               | 정년이            | تي في ان  | جيونغ-نيون  |                        | [ 9 ] |

## روابط خارجية
كيم تاي ري على موقع IMDb (الإنجليزية)
- كيم تاي ري على موقع ألو سيني (الفرنسية)
- كيم تاي ري على موقع ميوزك برينز (الإنجليزية)
- كيم تاي ري على موقع أول موفي (الإنجليزية)
- كيم تاي ري على موقع قاعدة بيانات الأفلام السويدية (السويدية)
- كيم تاي ري على موقع قاعدة بيانات الفيلم (الإنجليزية)
- كيم تاي ري على موقع ليتربوكسد (الإنجليزية)
- كيم تاي ري على موقع كينوبويسك (الروسية)